# تيقون

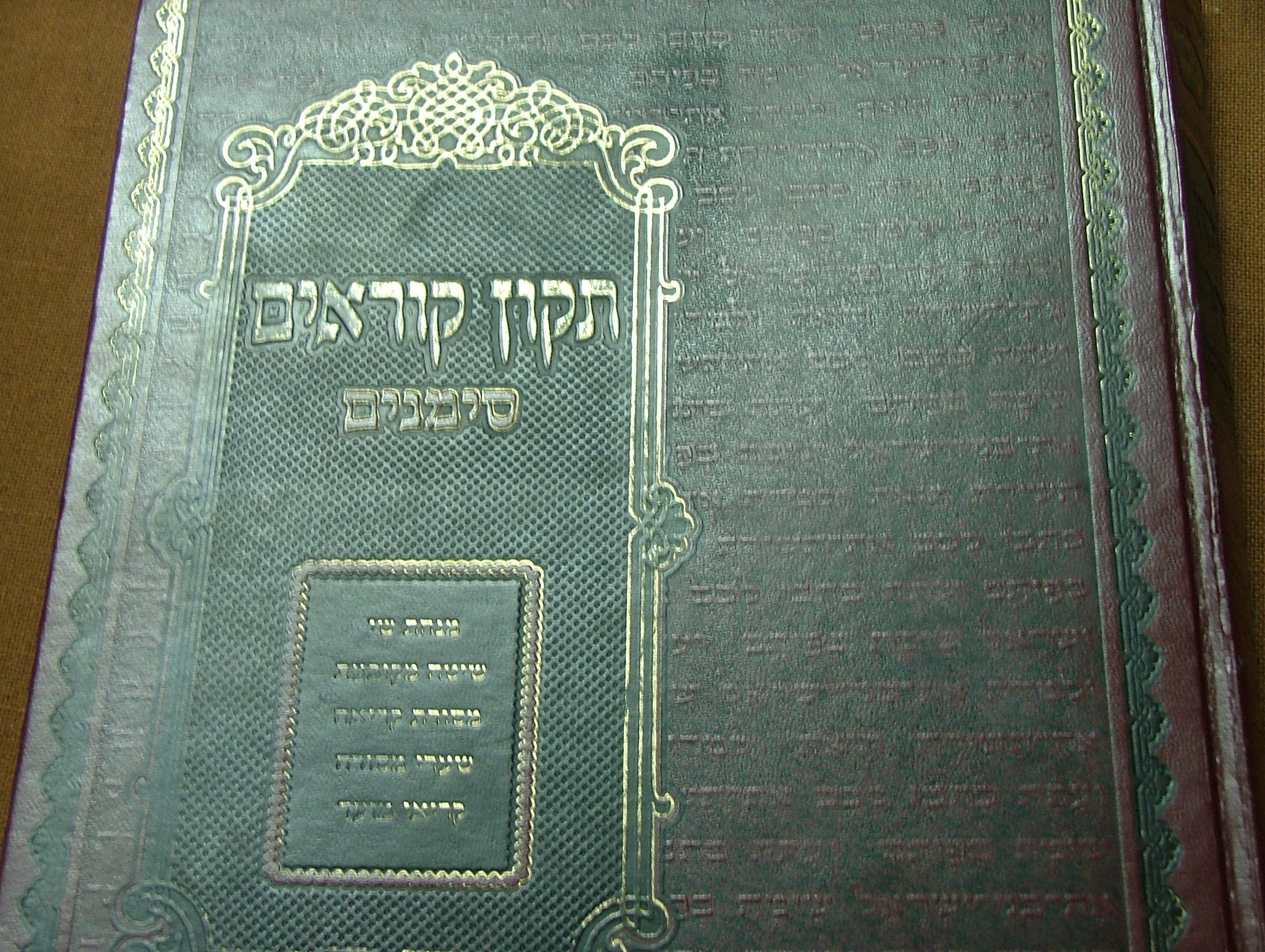

يستعمل كتاب تيقون قورئيم (תִּקּוּן \ תיקון - קוראים \ סופרים) اليهود العبرانيون قبيل قراءتهم سفر التوراة أو كتابتهم له؛ تمكن ترجمة كلمة «تيقون» بكلمة «إصلاح» أو «تصحيح».